# Lake Forest (Kalifornia)
Lake Forest város az USA Kalifornia államában, Orange megyében. Lakosainak száma 85 858 fő (2020. április 1.).

## Népesség
A település népességének változása:
| Lakosok száma | 58 707 | 77 264 | 85 858 |
|               | 2000   | 2010   | 2020   |